# Erigeron maniopotamicus
Erigeron maniopotamicus là một loài thực vật có hoa trong họ Cúc. Loài này được G.L.Nesom & T.W.Nelson mô tả khoa học đầu tiên năm 2004.